# Statisztikai Szemle
A Statisztikai Szemle a Központi Statisztikai Hivatal 1923-tól megjelenő tudományos folyóirata.

## Története

### A kezdetek
A folyóirat szükségessége akkor merült fel, amikor a Magyar Statisztikai Társaság (MST) 1922-ben létrejött. A folyóiratot 1923-ban alapította Szabóky Alajos, a KSH akkori igazgatója – Buday László, volt igazgató hathatós közreműködésével Magyar Statisztikai Szemle néven. A Szemle első évfolyama öt ízben jelent meg.
…Épp ezért különösen szükséges a statisztikai összeállításokra fordított jelentékeny munka és költség oly irányú értékesítése is, mely a felvételek eredményeit frissen, aktuálisan, népszerű szöveges ismertetésben közölje. […] Az országos cél mellett szolgálni akarja azonban e folyóirat magának a statisztikának az ügyét is azzal, hogy a statisztika iránt tapasztalt idegenkedés eloszlattassék és a nagyközönség körében mindinkább elterjedjen a statisztika szükségességének és fontosságának tudata és különösen megszűnjék az a bizalmatlanság, amelyet az adatszolgáltató közönség részéről, sajnos, még jelenleg is tapasztalni kell.
A folyóirat elvi szerkesztését a KSH mindenkori vezetője (1929-től elnöke) irányította. Néha előfordult, hogy az elnök jegyezte szerkesztőként vagy főszerkesztőként a lapot.
A lap első szerkesztője Dobrovits Sándor, a későbbi elnök volt (1923. évi 1. számtól az 1939. évi 5. számig). Őt Elekes Dezső követte a szerkesztői munkakörben, aki az 1944. évi 12. számig látta el a szerkesztői feladatokat.

### 1945-től 1990-ig
A háború idején is megjelent a folyóirat, mindössze 6 hónap kihagyással.
1945 januárjában Thirring Lajos vette át a felelős szerkesztői posztot, az 1948. évi 12. számmal bezárólag. Ebben az időszakban, 1948 folyamán Thirring mellett Elekes Dezső elnökként főszerkesztő is volt. 1948 után hivatalos neve Statisztikai Szemlére módosult. Az 1949. évi 1. számtól az 1957. évi 7. számig Péter (Pikler) György irányította a Statisztikai Szemlét szerkesztőként. Közben, az 1954. évi 8. számtól az 1959. évi 2. számig Rédei Jenő felelős szerkesztőként működött közre a lap előállításában.
Az 50-es években is volt jó statisztika, de nem mindenki számára hozzáférhetően (TÜK). A nyilvánosság számára a tervgazdaságnak alárendelt statisztika: tervteljesítés, önköltségcsökkentés, sikerbeszámolók jelentek meg. A szovjet statisztikai eredmények követése, átvétele jellemezte ezt az időszakot.
Az 1959. évi 3. számtól az 1967. évi 3. számig Kenessey Zoltán, majd az 1967. évi 4. számtól az 1973. évi 6. számig Gyulay Ferenc voltak a felelős szerkesztők. Az 1973. évi 7. számtól 1990. évi 3. számmal bezárólag Gyulay Ferenc főszerkesztőként irányította a szerkesztőséget. (Az 1954. évi 8. számtól az 1973. évi 6. számig terjedő időszakban a felelős szerkesztő mellett a főszerkesztők Péter György és Huszár István elnökök voltak). Az 1973. évi 7. számtól a bizottság elnöke a Statisztikai Hivatal mindenkori elnöke lett, így a felelős szerkesztői státus megszűnt.

### 1990-től
A rendszerváltás után a statisztika nemzetközi befogadása, a felzárkózás volt a cél. A Szemle is megerősödött. Stabilizálódott a szerkezete, a formája is korszerűsödött. Új témák felé nyitott: jogi statisztika, oktatásstatisztika, történeti statisztika, elméleti statisztika, ökonometria és statisztikai modellezés. Nyelvi, szerkesztésbeli és formai igényesség jellemezte. Évente egy angol nyelvű szám is megjelent.
Az 1990. évi 4. számtól az 1998. évi 12. számmal bezárólag a főszerkesztői státust Visi Lakatos Mária töltötte be. Az 1999. évi 1. számtól 2006. 10–11. számig Hunyadi László, 2006. 12. számtól 2010. 10–11. számig Lakatos Miklós látta el a folyóirat főszerkesztői feladatait. A 2010. 12. számtól a 2012. 2. számig ismét Hunyadi László, majd a 2018. 2. számig Hüttl Antónia volt a főszerkesztő. Jelenleg Dusek Tamás tölti be ezt a tisztséget.

## Rovatai

### 1939-ig
- Terület és népesség
- Szociális statisztika
- Mezőgazdaság, ipar, kereskedelem és közlekedés
- Árstatisztika és pénzügyek
- Konzuli jelentések
- Egyéb

### Napjainkban
- Tanulmányok
- Műhely
- Fórum
- Szakirodalom
  - Folyóiratszemle
  - Kiadók ajánlata
  - Társfolyóiratok

## Szerkesztőség

### Munkatársak
- A szerkesztőbizottság elnöke: Szaló Péter
- Főszerkesztő: Dusek Tamás
- A szerkesztőbizottság tagjai: Bod Péter Ákos, Bozsonyi Károly, Hajdu Ottó, Harcsa István, Józan Péter, Kelle Péter, Kotosz Balázs, Kovács Péter, Lakatos Miklós, Rappai Gábor, Rózsa Dávid, Sándorné Kriszt Éva, Spéder Zsolt, Vargha András, Vastag Gyula, Vita László
- Szerkesztők: Bartha Éva, Kondora Cosette
- Tördelőszerkesztő: Bartha Éva

### Elérhetőség
- Levelezési cím: 1024 Budapest, Keleti Károly u. 5–7.
- Telefon: 345-6546, 345-6908 Fax: 345-6594
- E-mail: statszemle@ksh.hu

Forrás: 